# Florentská camerata

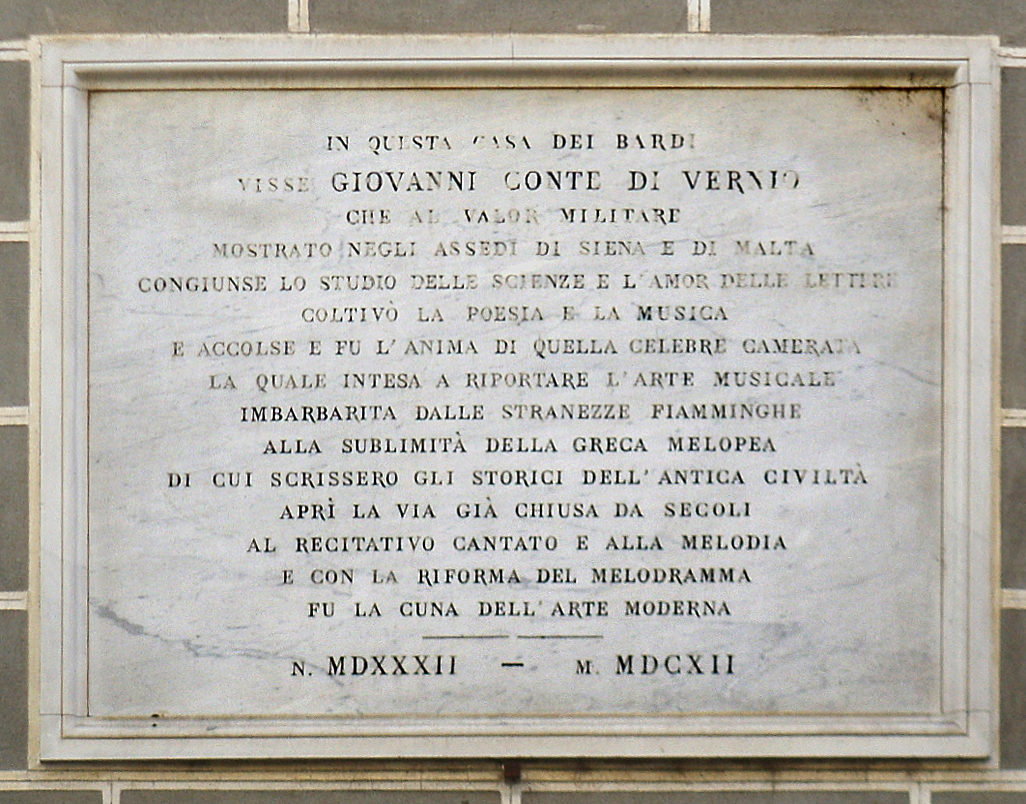
Pamětní tabulka cameraty dei Bardi na palazzo Bardi ve Florencii

Florentská camerata (it. Camerata Fiorentina. či Camerata de' Bardi, či jen Camerata) je označení sdružení skladatelů, básníků, vědců a hudebních teoretiků, z řad měšťanů a aristokratů, působící ve Florencii v 16. století.

## Vznik sdružení
První písemně zaznamenané setkání Cameraty se konalo 14. ledna 1573. Není přesně známo, kdo se setkání zúčastnil, ani přesný počet účastníků, nicméně je jisté, že později byli účastníky, kromě hraběte Bardiho, intelektuálové, dramatici a hudebníci, např. Girolamo Mei, Vincenzo Galilei (loutnista, otec Galilea Galileiho a důvěrník hraběte), Giulio Caccini, Emilio de' Cavalieri, Jacopo Peri nebo Ottavio Rinuccini.

## CíleCameraty
Od roku 1573 do konce osmdesátých let 16. století fungovalo sdružení pod patronací Giovanniho de' Bardi. Hnutí usilovalo navrátit hudbu k ideálům Platóna, bojovalo proti nizozemské polyfonii (kterou považovali za příliš komplikovanou a ztěžující srozumitelnost textu vokálních skladeb). Hnutí také stálo u zrodu monodie jako hudebního stylu. Vůdčí osobností Florentské cameraty byl Vincenzo Galilei, otec Galilea Galilei.
Mezi prvními, kteří skutečně naplnili záměry spolku hudebníků, byl Vincenzo Galilei se zhudebněním dantovského zpěvu hraběte Ugolina, následován Giuliem Caccinim a jeho sborníkem Nuove Musiche (1601) pro sólový hlas s doprovodem basso continuo. Účel navracení řecké tragédie zpět na výsluní, které se projevilo např. v Periho opeře Dafné a Cacciniho Euridice, se projevuje v hluboké úctě k "recitar cantando" a to v koncepci natolik abstraktní, nakolik je dílo intelektuální.

## Význam
Přínos Cameraty spočíval zejména v novém pojetí dramatického, recitačního a pěveckého umění, zavedení stylů, které v důsledku vedly ke vzniku melodramatu nebo formě „recitar cantando“. Mezi nejvlivnější počiny patří vydané spisy:
- Hrabě de' Bardi – Discorso mandato a Caccini sopra la musica antica e 'l cantar bene (Hovor poslaný Caccinimu o staré hudbě a správném zpěvu) z roku 1578, kde je kladen důraz na srozumitelnost textu a správném zpěvu sólovém i ansámblovém.
- Vincenzo Galilei – traktát Dialogo della musica antica et della moderna (1581), v něm striktně odmítá kontrapunkt. O tomto tématu se dlouhodobě přel se svým učitelem G. Zarlinem.

## Osobnosti sdružení

### Básníci
- Ottavio Rinuccini
- Gabriello Chiabrera

### Skladatelé
- Jacopo Peri
- Giulio Caccini
- Emilio de Cavalieri